# Preferente Galicia 2019-20
La temporada 2019–20 de la Preferente Galicia de fútbol fue la 80.ª edición de dicho campeonato. Dio comienzo el 25 de agosto de 2019 y debía finalizar el 7 de junio de 2020. Finalizó de forma prematura el 8 de marzo de 2020, cuando la competición se suspendió por el brote del Coronavirus-2 del Síndrome Respiratorio Agudo Grave, considerada pandemia global.

## Equipos participantes

### Ascensos y descensos
Un total de 40 equipos disputan la liga, incluyendo 5 descendidos de la Tercera División 2018-19 y 10 ascendidos de la Primera Galicia 2018-19.
| Pos. | Descendidos de 3.ª División |
| ---- | --------------------------- |
| 16.º | Céltiga                     |
| 17.º | Laracha                     |
| 18.º | Ribadumia                   |
| 19.º | Boiro                       |
| 20.º | Porriño Industrial          |

| Pos.        | Ascendidos a 3.ª División |
| ----------- | ------------------------- |
| 1.º (Norte) | As Pontes                 |
| 2.º (Norte) | Arzúa                     |
| 1.º (Sur)   | Pontellas                 |
| 2.º (Sur)   | Estradense                |

| Pos.         | Descendidos a 1.ª Galicia |
| ------------ | ------------------------- |
| 16.º (Norte) | Negreira                  |
| 17.º (Norte) | Órdenes                   |
| 18.º (Norte) | Agolada                   |
| 19.º (Norte) | Castro                    |
| 20.º (Norte) | Agrupación Estudiantil    |
| 15.º (Sur)   | Marcón Atlético           |
| 16.º (Sur)   | Alertanavia               |
| 17.º (Sur)   | Bande                     |
| 18.º (Sur)   | Amanecer                  |
| 19.º (Sur)   | Antela                    |
| 20.º (Sur)   | O Grove                   |

| Pos.      | Ascendidos de 1.ª Galicia |
| --------- | ------------------------- |
| 1.º (G.1) | Galicia de Mugardos       |
| 1.º (G.2) | Sigüeiro                  |
| 2.º (G.2) | Fisterra                  |
| 1.º (G.3) | Lemos                     |
| 2.º (G.3) | Residencia                |
| 1.º (G.4) | Atlético Arnoia           |
| 2.º (G.4) | Polígono San Ciprián      |
| 1.º (G.5) | Portonovo                 |
| 2.º (G.5) | Pontevedra B              |
| 7.º (G.5) | Gran Peña                 |

## Grupo Norte

### Clasificación
| Pos. | Equipos                 | PJ | PG | PE | PP | GF | GC | Dif. | Pts. |
| ---- | ----------------------- | -- | -- | -- | -- | -- | -- | ---- | ---- |
| 1.   | Viveiro CF              | 26 | 19 | 5  | 2  | 57 | 21 | +36  | 62   |
| 2.   | SD Fisterra             | 26 | 16 | 3  | 7  | 45 | 29 | +16  | 51   |
| 3.   | CD Boiro                | 26 | 14 | 5  | 7  | 38 | 31 | +7   | 47   |
| 4.   | CF Noia                 | 26 | 13 | 7  | 6  | 44 | 26 | +18  | 46   |
| 5.   | SDC Galicia de Mugardos | 26 | 13 | 6  | 7  | 41 | 29 | +12  | 45   |
| 6.   | Puebla CF               | 26 | 12 | 7  | 7  | 28 | 23 | +5   | 43   |
| 7.   | Atlético Arteixo        | 26 | 11 | 9  | 6  | 32 | 24 | +8   | 42   |
| 8.   | SD Sofán                | 26 | 12 | 5  | 9  | 44 | 33 | +11  | 41   |
| 9.   | SD Sarriana             | 26 | 10 | 8  | 8  | 53 | 33 | +20  | 38   |
| 10.  | Ribadeo FC              | 26 | 10 | 7  | 9  | 38 | 35 | +3   | 37   |
| 11.  | Sigüeiro CF             | 26 | 10 | 5  | 11 | 28 | 26 | +2   | 35   |
| 12.  | San Tirso SD            | 26 | 10 | 5  | 11 | 29 | 34 | -5   | 35   |
| 13.  | Boimorto CF             | 26 | 9  | 5  | 12 | 41 | 45 | -4   | 32   |
| 14.  | SD Residencia           | 26 | 9  | 5  | 12 | 32 | 39 | -7   | 32   |
| 15.  | Club Lemos              | 26 | 9  | 4  | 13 | 31 | 46 | -15  | 31   |
| 16.  | SD Dubra                | 26 | 7  | 6  | 13 | 41 | 48 | -7   | 27   |
| 17.  | At. Coruña Montañeros   | 26 | 6  | 6  | 14 | 26 | 40 | -14  | 24   |
| 18.  | Xallas FC               | 26 | 5  | 5  | 16 | 31 | 66 | -35  | 20   |
| 19.  | Laracha CF              | 26 | 4  | 7  | 15 | 27 | 41 | -14  | 19   |
| 20.  | CD Foz                  | 26 | 3  | 6  | 17 | 24 | 61 | -37  | 15   |

|  | Ascendido a Tercera División 2020-21. |

## Grupo Sur

### Clasificación
| Pos. | Equipos                  | PJ | PG | PE | PP | GF | GC | Dif. | Pts. |
| ---- | ------------------------ | -- | -- | -- | -- | -- | -- | ---- | ---- |
| 1.   | CD Ribadumia             | 26 | 16 | 8  | 2  | 41 | 14 | +27  | 56   |
| 2.   | UD Atios                 | 26 | 15 | 8  | 3  | 56 | 20 | +36  | 53   |
| 3.   | Cultural Areas           | 26 | 15 | 4  | 7  | 54 | 37 | +17  | 49   |
| 4.   | Villalonga FC            | 26 | 13 | 7  | 6  | 44 | 34 | +10  | 46   |
| 5.   | Céltiga FC               | 26 | 14 | 4  | 8  | 49 | 31 | +18  | 46   |
| 6.   | UD Barbadás              | 26 | 13 | 6  | 7  | 50 | 32 | +18  | 45   |
| 7.   | Mondariz CF              | 26 | 13 | 6  | 7  | 35 | 29 | +6   | 45   |
| 8.   | CD Moaña                 | 26 | 10 | 9  | 7  | 45 | 37 | +8   | 39   |
| 9.   | Atlético Arnoia          | 26 | 11 | 6  | 9  | 33 | 32 | +1   | 39   |
| 10.  | Pontevedra CF B          | 26 | 9  | 8  | 9  | 42 | 46 | -4   | 35   |
| 11.  | SD Juvenil de Ponteareas | 26 | 11 | 1  | 14 | 50 | 38 | +12  | 34   |
| 12.  | Porriño Industrial CF    | 26 | 10 | 4  | 12 | 34 | 43 | -9   | 34   |
| 13.  | Xuventú Sanxenxo         | 26 | 8  | 9  | 9  | 22 | 27 | -5   | 33   |
| 14.  | CD Beluso                | 26 | 7  | 8  | 11 | 34 | 46 | -12  | 29   |
| 15.  | Juventud Cambados        | 26 | 7  | 8  | 11 | 33 | 47 | -14  | 29   |
| 16.  | CD Velle                 | 26 | 6  | 10 | 10 | 32 | 37 | -5   | 28   |
| 17.  | Portonovo SD             | 26 | 7  | 4  | 15 | 25 | 46 | -21  | 25   |
| 18.  | Gran Peña FC             | 26 | 7  | 4  | 15 | 29 | 38 | -9   | 25   |
| 19.  | CD Valladares            | 26 | 2  | 9  | 15 | 22 | 52 | -30  | 15   |
| 20.  | Polígono San Ciprián CF  | 26 | 1  | 7  | 18 | 15 | 56 | -41  | 10   |

|  | Ascendido a Tercera División 2020-21. |